# Liga (Italia)
Liga (italiano: Lega), cuyo nombre oficial es Liga por Salvini Premier (italiano: Lega per Salvini Premier; abreviado LSP o LpSP), es un partido político populista de derecha en Italia, dirigido por Matteo Salvini. La LSP es la sucesora informal de la Liga Norte (italiano: Lega Nord, LN) y, aunque comparte el ideal de esta última en el norte de Italia, está activa en todo el país.
La LSP se fundó en diciembre de 2017 como el partido hermano de la LN y como reemplazo de Nosotros con Salvini (NcS), el anterior afiliado de la LN en el centro y sur de Italia. La primera LSP tenía como objetivo ofrecer los valores y políticas de la LN al resto del país. Algunos comentaristas políticos la describieron como un partido paralelo de la LN, con el objetivo de reemplazarlo políticamente, también debido a su deuda estatutaria de 49 millones de euros. Desde enero de 2020, la LN se ha vuelto mayormente inactiva, siendo reemplazada por la LSP. Ocupó el tercer lugar en las elecciones generales de 2018 y el primero en las elecciones al Parlamento Europeo de 2019. Al igual que la LN, la LSP es una confederación de partidos regionales, de los cuales los más grandes y antiguos son la Liga Véneta y la Liga Lombarda. A pesar de las dudas dentro de la facción nacionalista padaniana del partido, la base política de la LSP está en el norte de Italia, donde el partido obtiene la mayor parte de su apoyo y donde ha mantenido la perspectiva autonomista tradicional de la LN, especialmente en Véneto y Lombardía.
En febrero de 2021, la Liga se unió al gobierno de unidad nacional de Mario Draghi, consiguiendo tres ministerios, encabezados por el subsecretario del partido, Giancarlo Giorgetti, ministro de Desarrollo Económico. Desde octubre de 2022 el partido participa en el gobierno de Giorgia Meloni con cinco ministros, entre ellos Giorgetti como ministro de Economía y Finanzas y Salvini como vice primer ministro y ministro de Infraestructuras y Transportes. La Liga también participa en 15 gobiernos regionales, incluidos los de las dos provincias autónomas, y cuenta con cinco presidentes regionales, entre los que destacan Attilio Fontana (Lombardía), Luca Zaia (Véneto) y Massimiliano Fedriga (Friul-Venecia Julia), que también es el presidente de la Conferencia de Regiones y Provincias Autónomas.

## Historia

### Antecedentes
La Liga Norte (LN) se estableció en 1989 como una federación de seis partidos regionales del norte y centro-norte de Italia (Liga Véneta, Liga Lombarda, Liga Norte Piamonte, Liga Norte Liguria, Liga Norte Emilia y Liga Norte Toscana), que se convirtió en la sede del partido al fundar secciones "nacionales" en 1991. Umberto Bossi fue el fundador del partido y luego secretario federal durante mucho tiempo. La LN abogó durante mucho tiempo por la transformación de Italia de un estado unitario a una federación, el federalismo fiscal, el regionalismo y una mayor autonomía regional, especialmente para las regiones del norte. A veces, el partido abogó por la secesión del Norte, al que el partido se refirió como "Padania" y, en consecuencia, el nacionalismo padaniano. El partido siempre se opuso a la inmigración ilegal y a menudo adoptó posturas euroescépticas, uniéndose al grupo Identidad y Democracia en el Parlamento Europeo en 2019. A lo largo de su historia, la LN formó alianzas tanto con partidos de centroderecha como de centroizquierda, pero, en las elecciones generales, por lo general, formaba parte de la coalición de centroderecha de Silvio Berlusconi y, ocasionalmente, se presentaba como partido independiente (en 1996, obtuvo su mejor resultado hasta el momento: 10,1% de los votos). En el norte, varias regiones han sido dirigidas por miembros de la LN, en particular, Véneto (desde 2010) y Lombardía (desde 2013).
En diciembre de 2013, Matteo Salvini, miembro del Parlamento Europeo y exdirector de Radio Padania Libera, fue elegido secretario federal de la LN, luego de haber prevalecido sobre Bossi en una elección de liderazgo. Para revivir un partido abrumado por los escándalos y que había alcanzado mínimos históricos en las elecciones generales italianas de 2013, Salvini llevó a la LN a través de cambios dramáticos, primero reorientándola hacia la derecha nacionalista europea. En el período previo a las elecciones al Parlamento Europeo de 2014, Salvini formó una alianza con el Frente Nacional Francés dirigido por Marine Le Pen, el partido neerlandés por la Libertad dirigido por Geert Wilders y otros partidos similares sobre los temas del euroescepticismo, la oposición a la inmigración y soberanismo, que condujo al establecimiento del Partido Identidad y Democracia (Partido ID). La Liga también inició una breve cooperación con CasaPound, una organización de extrema derecha. En diciembre de 2014, lanzó Us with Salvini (en italiano: Noi con Salvini, NcS), para representar a la LN en el centro y sur de Italia.

### Nuevo partido

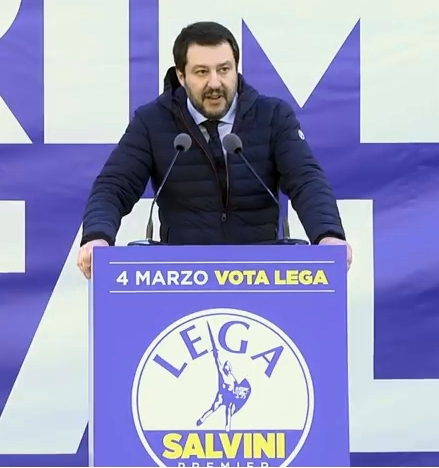
Salvini durante el mitin final de la campaña electoral de 2018 en Milán.

En las elecciones de liderazgo de 2017, Salvini fue confirmado líder de la LN, derrotando a Gianni Fava, del ala tradicionalista del partido. El congreso federal de mayo de 2017 marcó el cambio "nacional". En octubre de 2017, Salvini anunció que en las elecciones generales de 2018, el partido pasaría a llamarse simplemente "Liga" y presentaría listas también en el centro-sur de Italia. El 14 de diciembre de 2017, el antiguo miembro de la LN, Roberto Calderoli, estableció el partido "Lega per Salvini Premier" y su creación se publicó en la Gazzetta Ufficiale. Los objetivos oficiales de la LSP eran la transformación de Italia "en un estado federal moderno a través de métodos democráticos y electorales" y el apoyo de "la libertad y la soberanía de los pueblos a nivel europeo". El símbolo de la LSP se inspiró en la campaña de Donald Trump para las primarias presidenciales del Partido Republicano de 2016 en los Estados Unidos: un rectángulo azul con las palabras "Lega per Salvini Premier" en blanco, rodeado por un marco blanco delgado. Una semana después, Salvini presentó el nuevo logotipo electoral: se eliminaron la palabra "Norte" y el Sol de los Alpes, se mantuvo la palabra "Liga" y la representación de Alberto da Giussano, mientras que se añadió el lema "Salvini Premier".
En las elecciones generales de 2018, la Liga obtuvo su mejor resultado hasta el momento con un 17,4% de los votos, convirtiéndose en el partido más grande dentro de la coalición de centroderecha y estableciéndose como la tercera fuerza política más grande del país. Después de las elecciones, el partido formó una alianza con el populista Movimiento 5 Estrellas (M5S), que había quedado primero en las elecciones con el 32,7% de los votos. El llamado "gobierno amarillo-verde" estaba liderado por Giuseppe Conte, un jurista independiente cercano al M5S, e incluía en particular a Salvini como ministro del Interior. Desde la formación del gobierno, gracias a la aprobación de Salvini como ministro, el partido fue regularmente el partido más grande del país en las encuestas de opinión, con alrededor o más del 30%. En las elecciones al Parlamento Europeo de 2019, la Liga obtuvo el 34,3% de los votos, ganando por primera vez una pluralidad del electorado, mientras que el M5S se detuvo en el 17,1%. En agosto de 2019, Salvini anunció su intención de abandonar la coalición con el M5S y convocó a elecciones generales anticipadas. Sin embargo, luego de conversaciones exitosas entre el M5S y el Partido Democrático (PD), el gobierno en funciones finalmente fue reemplazado por un nuevo gobierno encabezado por Conte. La Liga volvió así a la oposición, junto con sus aliados electorales de la coalición de centroderecha.

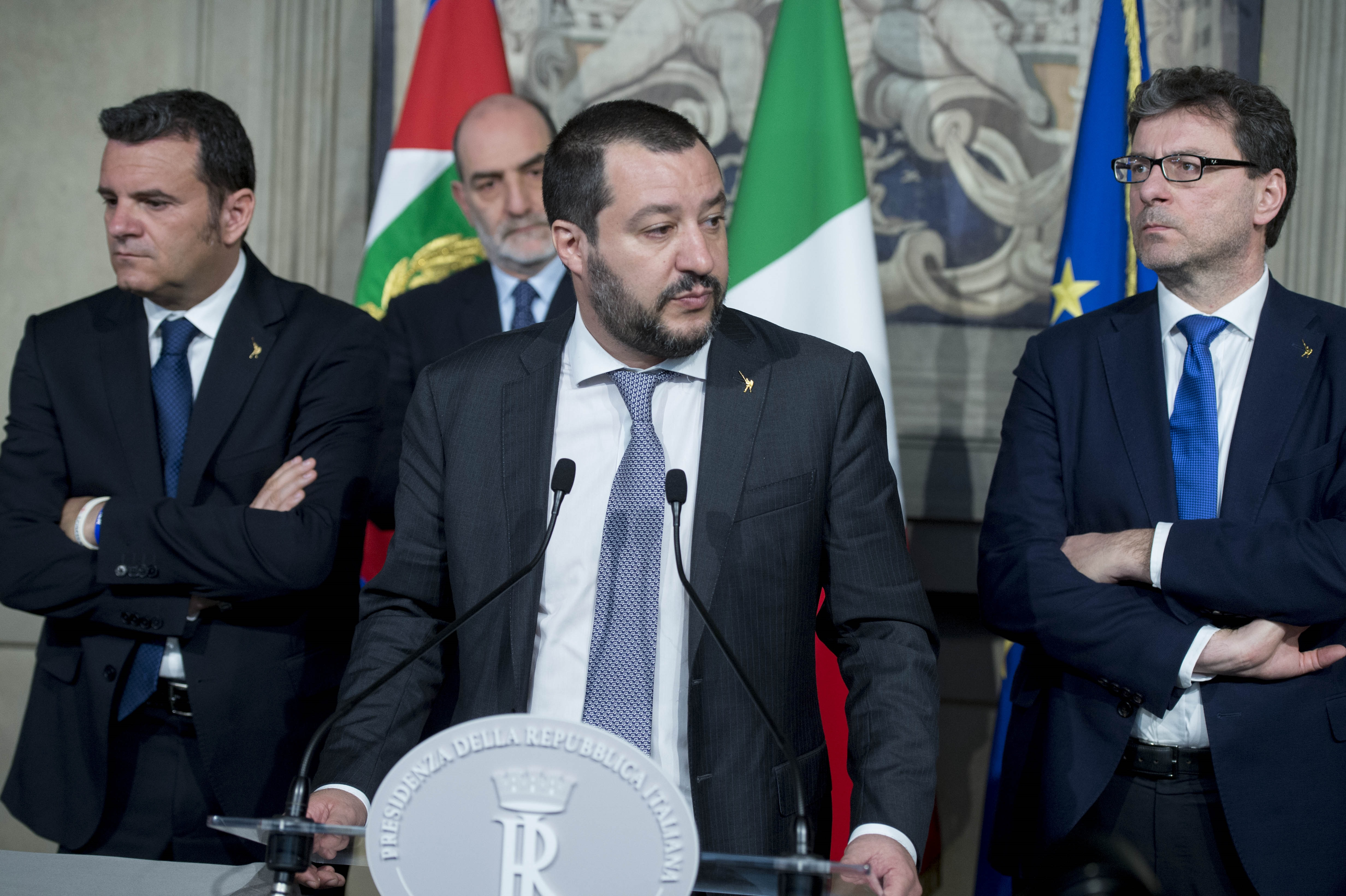
Matteo Salvini, Gian Marco Centinaio y Giancarlo Giorgetti en el Palacio del Quirinal tras las elecciones de 2018.

Durante 2019, junto con el reclutamiento de miembros de la LN en el Centro-Norte, el partido lanzó un impulso paralelo en el Centro-Sur para la LSP, prácticamente reemplazando a la NcS. Finalmente, durante un congreso federal el 21 de diciembre de 2019, la constitución del partido experimentó algunos cambios importantes, incluida la reducción de poderes para el presidente federal, la extensión de los mandatos del secretario federal y del consejo federal de tres a cinco años, la introducción de "doble membresía" y la facultad otorgada al consejo federal para otorgar el uso del símbolo del partido a otros partidos políticos. Con el final de su campaña de membresía en agosto de 2020, la LSP se volvió activa en toda Italia. La LN, que no pudo ser disuelta debido a su deuda de 49 millones de euros con el estado italiano, se mantuvo viva formalmente, mientras que sus tarjetas de membresía fueron donadas a ex activistas.

### Elecciones regionales de 2020
Se suponía que la popularidad de Salvini crearía mejores oportunidades para que la Liga continuara su racha ganadora en las elecciones regionales (las últimas fueron las elecciones regionales de 2019 en Umbría, donde Donatella Tesei fue elegida presidenta con el 57,6 % de los votos y la Liga obtuvo el 37,0 %). particularmente en Emilia-Romaña, una gran región gobernada durante mucho tiempo por la coalición de centroizquierda. Sin embargo, en las elecciones regionales de Emilia-Romaña de 2020, la candidata del partido, Lucia Borgonzoni, se detuvo con el 43,6% de los votos y fue derrotada por el presidente en ejercicio Stefano Bonaccini (PD). La lista de la Liga obtuvo el 32,0% y quedó en segundo lugar después del PD. La LSP, que ya había alcanzado su punto máximo en las encuestas de opinión después de renunciar al gobierno amarillo-verde, continuó un lento declive en las encuestas de opinión y eventualmente sería eclipsado tanto por el PD como por FdI durante 2021.
En las elecciones regionales de Venecia de 2020, Luca Zaia, cuya popularidad fue el resultado de un enfoque a largo plazo en su región de origen, Véneto, fue reelegido por tercer mandato consecutivo con el 76,8 % de los votos; La Liga Véneta presentó dos listas, incluida la oficial de la Liga y la lista personal de Zaia, que obtuvieron un 16,9% y un 44,6%, respectivamente. En las elecciones regionales de Toscana, la candidata de la Liga, Susanna Ceccardi, fue derrotada en su intento de convertirse en presidenta de Toscana. El hecho de que la Liga haya crecido electoralmente solo en el Véneto y haya perdido atractivo en otras regiones comenzó a debilitar el liderazgo de Salvini, que fue cuestionado más o menos silenciosamente por el ala "centrista" del partido formada por Giancarlo Giorgetti, Zaia y todos los presidentes regionales del partido, desde Attilio Fontana de Lombardía hasta Massimiliano Fedriga de Friul-Venecia Julia, quien se convertiría en presidente de la Conferencia de Regiones y Provincias Autónomas en 2021.

### Gobierno de unidad nacional

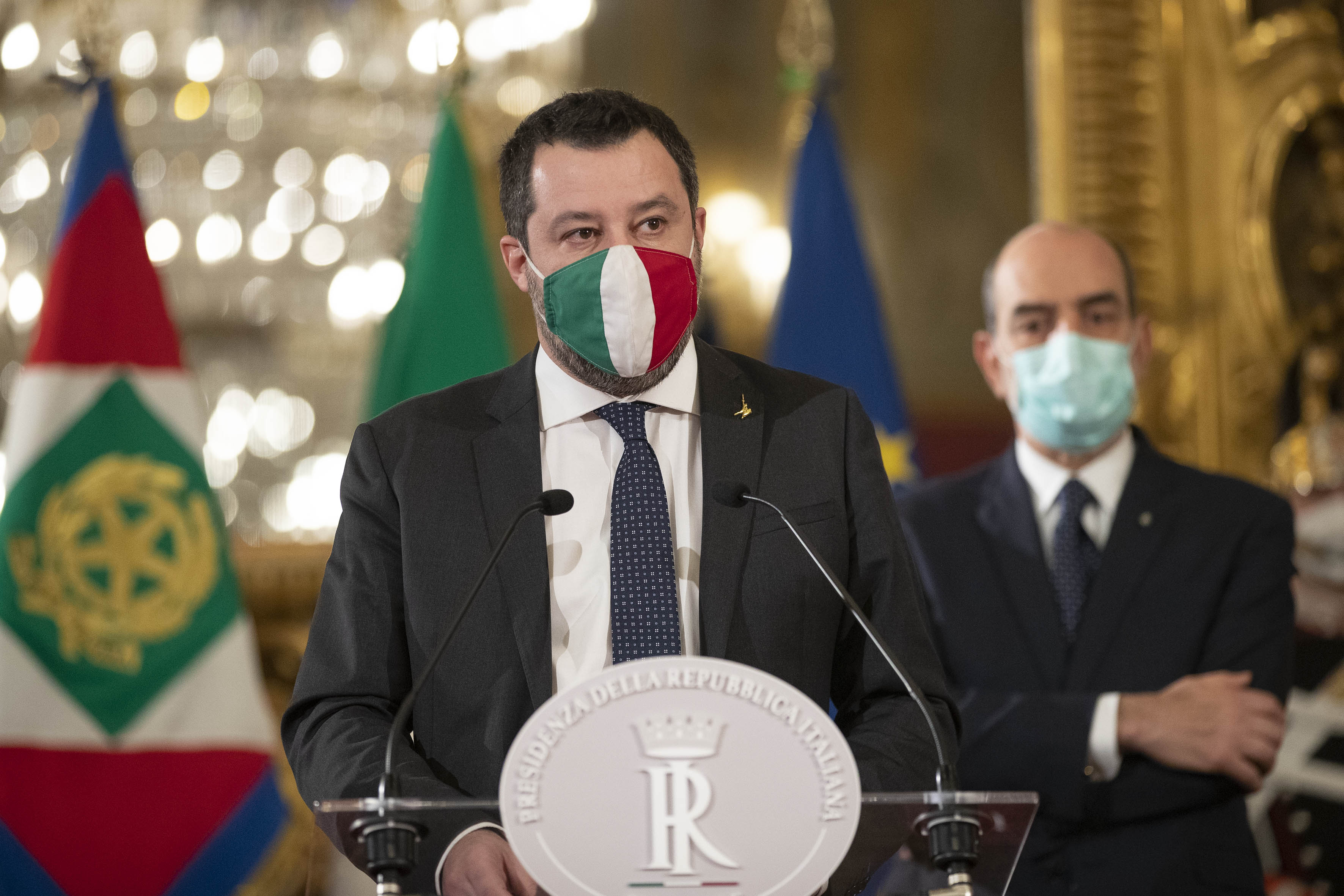
Matteo Salvini en el Palacio del Quirinal en enero de 2021.

En enero de 2021, el segundo gobierno de Conte cayó después de perder el apoyo del partido Italia Viva de Matteo Renzi. Posteriormente, el presidente Sergio Mattarella nombró a Mario Draghi para formar un gabinete, que obtuvo el apoyo de la Liga, el M5S, el PD y FI. La Liga ingresó al nuevo gobierno con tres ministros de alto perfil del ala "centrista" del partido: Giorgetti, el arquitecto del giro proeuropeísta del partido y amigo cercano de Draghi, como ministro de Desarrollo Económico, Massimo Garavaglia como ministro de Turismo y Erika Stefani como ministra de Discapacidad. El apoyo del partido al gobierno de Draghi contrastaba con sus posturas euroescépticas.
En junio de 2021, Salvini propuso una federación con FI y otros partidos de centroderecha que apoyaran a Draghi (excluyendo a FdI), que nunca llegó a concretarse, así como una campaña para seis referéndums sobre justicia junto con el liberal Partido Radical. En febrero de 2022, cinco de los seis referéndums fueron aprobados por la Corte Constitucional de Italia, lo que abrió el camino para una votación popular en junio.
En el período previo a las elecciones municipales italianas de 2022, el partido lanzó una nueva organización llamada Italia Primero (en italiano: Prima l'Italia) en el sur de Italia. La Liga se presentará bajo el lema "Italia primero" en la mayoría de las ciudades del sur y, sobre todo, en las elecciones regionales sicilianas de 2022. Según Calderoli, quien registró el nuevo símbolo en nombre de Salvini, Italia Primero podría eventualmente convertirse en un nuevo partido político, posiblemente incluyendo también a FI y otros partidos centristas. Sin embargo, como la idea de reemplazar el símbolo de la Liga también en el norte de Italia fue criticada por varios miembros del partido, especialmente en Véneto, Calderoli lo descartó.

### Elecciones de 2022 y gobierno de Meloni
En julio de 2022, el M5S no participó en el voto de confianza del Senado sobre un proyecto de ley del gobierno. El primer ministro Draghi presentó su renuncia, que fue rechazada por el presidente Mattarella. Después de unos días, Draghi buscó nuevamente un voto de confianza para asegurar que la mayoría gubernamental apoyara a su gabinete, al tiempo que rechazó la propuesta presentada por Liga y FI de un nuevo gobierno sin el M5S. En esa ocasión, la Liga, a pesar de los llamados de sus presidentes regionales a hacer lo contrario, así como el M5S, FI y FdI, no participaron en la votación. En consecuencia, Draghi presentó su renuncia final al presidente Mattarella, quien disolvió las cámaras del Parlamento, lo que llevó a una elección anticipada.
En las elecciones generales de 2022, la Liga, que formaba parte de la coalición ganadora de centroderecha, obtuvo el 8,8 % de los votos, frente al 26,0 % de los Hermanos de Italia (FdI) y el 8,1 % de FI. Como resultado, Giorgia Meloni, líder de FdI, aceptó la tarea de formar un nuevo gobierno y anunció el Gabinete Meloni, que asumió funciones oficiales después de que cada ministro prestara juramento el 22 de octubre. La Liga se unió al nuevo gobierno con cinco ministros: Giorgetti, ministro de Economía y Finanzas, Salvini, vice primer ministro y ministro de Infraestructuras y Transportes, Giuseppe Valditara (ex asistente de Gianfranco Miglio y coautor del partido liberal-conservador manifiesto) ministra de Educación, Calderoli ministra de Asuntos Regionales y Autonomías, y Alessandra Locatelli ministra de Discapacidad. Anteriormente, Lorenzo Fontana, del ala conservadora de la Liga, había sido elegido Presidente de la Cámara de Diputados.

### Debate interno y elecciones regionales de 2023
A raíz del decepcionante resultado de las elecciones generales de 2022 y el período previo a las elecciones regionales lombardas de 2023, algunos miembros destacados del ala tradicional del partido, arraigado en el nacionalismo padaniano, formaron Comité del Norte (italiano: Comitato Nord, CN). El Comité se inspiró en Umberto Bossi y, bajo el liderazgo de Paolo Grimoldi, exlíder de la Liga Lombarda, y Angelo Ciocca, miembro del Parlamento Europeo, atrajo a más de mil miembros en un par de meses. Al acto inaugural del Comité, celebrado a principios de diciembre, asistieron unas 600 personas, entre las que destacan los exministros Roberto Castelli y Francesco Speroni. Contextualmente, se celebraron congresos provinciales en algunos de los bastiones del partido: los críticos de Salvini afiliados a la CN ganaron por poco en Bérgamo y Brescia, mientras que el ala pro-Salvini retuvo a Varese por un puñado de votos y Roberto Marcato, un ministro regional leal a Zaia, lideraba el desafío en Véneto. Además, cuatro consejeros regionales afiliados a la CN formaron un grupo separado en el Consejo Regional de Lombardía y posteriormente fueron expulsados del partido. Mientras tanto, otro grupo de disidentes, encabezado por Gianni Fava, quien perdió ante Salvini en las elecciones de liderazgo de la Liga Norte de 2017 y nunca se unió al nuevo partido, formó el "Movimiento Autonomista Lombardo" y apoyó a Letizia Moratti para la presidencia, junto con los separatistas del Gran Norte, en las elecciones regionales.
En las elecciones, celebradas en febrero de 2023, Attilio Fontana fue reelegido presidente con el 54,7% de los votos, 20 pp más que su más cercano oponente (mientras que Moratti quedó en un distante tercer lugar), además de mejorar la cuenta de 2018. Mientras que FdI se convirtió en el partido más grande de la región con un 25,2%, la puntuación combinada de la Liga Lombarda y la lista personal de Fontana fue del 22,7%. También el Comité del Norte, cuyos miembros podrían haber votado la lista de Fontana en protesta según algunas fuentes, se regocijó, aunque estaba preocupado por el estatus de partido más grande FdI. Contextualmente, la coalición de centroderecha ganó también en las elecciones regionales de Lazio de 2023, en las que la Liga obtuvo el 8,5% de los votos.

## Posición política y alianzas
La Liga generalmente se le describe como un partido de derecha o extrema derecha a nivel internacional. Sin embargo, Miles Johnson del Financial Times, al entrevistar a Matteo Salvini, señaló que la mayoría de los medios italianos consideran que el partido es de centroderecha. Además, según Antonio Polito, columnista del Corriere della Sera y expolítico de centroizquierda, la Liga es "al menos mitad centrista, seguramente es completamente centrista en Véneto y Lombardía, tanto como electorado como cultura política de sus gobernadores". A diferencia de Salvini, los líderes de los partidos que ocupan cargos institucionales, como ministros como Giancarlo Giorgetti o presidentes regionales como Luca Zaia y Massimiliano Fedriga, son frecuentemente descritos como "moderados", apelando a votantes y partidos "centristas". La etiqueta de "extrema derecha" es rechazada en conjunto por el partido y, según Salvini, "los italianos no somos una población de extremistas, y mucho menos de racistas. Gobernamos gran parte del país, y no votarían por nosotros si fuéramos extremistas. Hay mucha pereza por parte de la prensa extranjera, porque en el frente económico somos absolutamente liberales".
La Liga forma parte formalmente de la coalición de centroderecha, junto con Forza Italia (FI) y los Hermanos de Italia (FdI), pero desde 2018 el partido ha formado gobiernos de coalición tanto con el populista Movimiento 5 Estrellas (M5S) como con el centroizquerdista Partido Democrático (PD). A principios de 2022, dos destacados demócratas, el ministro Dario Franceschini y Goffredo Bettini, insinuaron que la Liga podría reafirmar una posición "centrista" y podría volver a formar un gobierno de coalición con el PD después de las próximas elecciones generales. De todos modos, el secretario del PD, Enrico Letta, lo descartó.
En la mayoría de las regiones, la Liga forma coaliciones con FdI y FI, mientras que en Tirol del Sur se ha asociado con el Partido Popular del Tirol del Sur (SVP) desde 2018. En Cerdeña tiene estrechos vínculos con el Partido de Acción de Cerdeña (PSd'Az), cuyo líder y presidente de la región, Christian Solinas, a menudo se cuenta entre los gobernadores de la Liga, de modo que, desde 2018, existe un grupo parlamentario conjunto "Liga-Primer Ministro Salvini-Partido de Acción Sarda" en el Senado. Finalmente, en Sicilia la Liga ha formado una federación con el Movimiento por la Autonomía.

## Ideología, plataforma y facciones
Mientras continúa apoyando el autonomismo, el regionalismo y el federalismo, bajo Salvini, la Liga ha dejado de lado gradual pero decididamente el nacionalismo padaniano y el separatismo, que fueron perseguidos durante mucho tiempo por la Liga Norte. A través del soberanismo, el partido también ha estado incursionando en el sur de Italia. En realidad, es un tema de debate si la Liga ha adoptado el nacionalismo italiano y ha abandonado el regionalismo, o si combina nacionalismo y regionalismo, de manera similar a la Liga de Tesino en Suiza.
La Liga apoya la implementación del artículo 116 de la Constitución italiana, el llamado regionalismo "diferenciado" o "asimétrico", es decir, la atribución de "formas y condiciones particulares de autonomía" también a las Regiones con estatuto ordinario (con la consecuente posibilidad de que algunas regiones tengan más competencias que otras, pero aún menos que las cinco regiones con estatuto especial).
El manifiesto político del partido, escrito por Alessandro Amadori y Giuseppe Valditara en 2022, fue descrito por el Corriere della Sera como liberal-conservador. Más específicamente, sus autores diseñaron sabiamente un "país que debería ser liberal en su economía y sociedad, sabiamente conservador en valores, profundamente republicano en su cultura colectiva".
En asuntos de interior, la Liga se opone firmemente a la inmigración ilegal, especialmente a los flujos migratorios desde el mar. Es muy crítico con las organizaciones no gubernamentales que transportan migrantes a países transfronterizos europeos, ya que los consideran cómplices del "tráfico de personas". Dentro de las fronteras de Italia, la Liga se muestra escéptica sobre las solicitudes de asilo y los centros de recepción relacionados y espera la deportación de inmigrantes irregulares. Ha tratado de regular algunos de los temas migratorios a través de los llamados "decretos de seguridad".
En política exterior, el partido es atlantista y pro-Israel, pero también ha apoyado lazos más amistosos con Rusia y se ha opuesto durante mucho tiempo a las sanciones en su contra.
Hasta 2018, la Liga expresó una fuerte oposición al euro y en las elecciones generales de 2018, los profesores euroescépticos Alberto Bagnai y Claudio Borghi fueron elegidos en el Parlamento por el partido. Tras el rechazo del presidente Sergio Mattarella al nombramiento de Paolo Savona (quien se había expresado sobre un "plan B" para la salida de Italia de la eurozona) como ministro de Economía en el primer gobierno de Giuseppe Conte, la Liga revisó su oposición a la moneda única.
En política económica, la Liga apoya la reducción de la carga fiscal y la implementación de un impuesto sobre la renta de tasa única del 15%, mientras se opone a los límites a los pagos en efectivo. Como resultado, según algunas fuentes, el partido es claramente "neoliberal", mientras que otros observadores han cuestionado tal caracterización y la Liga se dividiría entre el "liberalismo económico" y la "economía keynesiana". Por ejemplo, Giorgetti generalmente se considera un liberal, mientras que Bagnai (el portavoz económico del partido) se identifica como "poskeynesiano" y "populista de izquierda".
En materia asistencial, la Liga fue una de las grandes críticas al aumento de la edad de jubilación previsto por la reforma de las pensiones de Elsa Fornero de 2011 y durante el primer Gobierno de Conte consiguió la aprobación de la denominada "Cuota 100" (jubilación con 62 años de edad y 38 de aportes). Además, el partido se opone a la renta ciudadana y lamenta haberla votado en 2018.

## Comunicación política

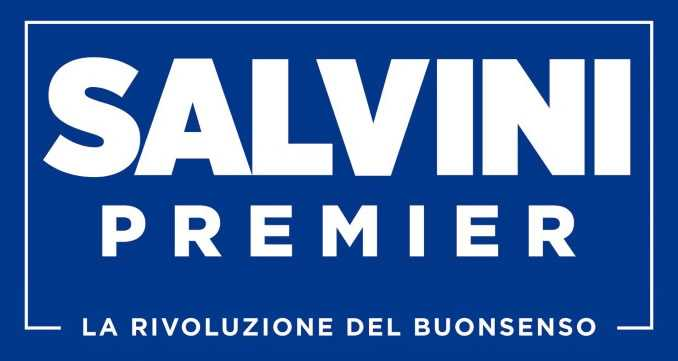
Cartel adoptado durante la campaña electoral de 2018, parecido al de Donald Trump en 2016.

Desde 2014, la comunicación política y la propaganda de Salvini y de la Liga están a cargo de una empresa de comunicación externa, el "Sistema Intranet snc" de Luca Morisi y Andrea Paganella. Esta empresa utiliza un software conocido como "la Bestia" que, a través de una serie de algoritmos (basados en monitorear los sentimientos de la red), según muchos comentaristas, ha contribuido al éxito de Matteo Salvini en las redes sociales. Según las diversas reconstrucciones sería a través de este software que se seleccionarían mensajes políticos, consignas, hashtags de éxito y escenas de la vida cotidiana de Salvini. La estrategia de comunicación de la Bestia fue analizada en un estudio del Departamento de Ciencias Políticas de la Universidad de Padua, que afirma que Salvini "abrió la página en 2010 ... con una estrategia que aún hoy se considera efectiva ... capaz de estar en sintonía con los estados de ánimo predominantes de una parte sustancial de los usuarios de la red". La habilidad de Morisi consiste en "posicionarse en el lado derecho y mayoritario de la opinión pública" y ser "capaz de analizar en tiempo real la orientación de los comentarios y reacciones a una publicación y sugerir en qué temas enfocarse en la próxima publicación". Morisi también inventó el apodo de "El Capitán", con el que sus seguidores llaman a Salvini.
El 23 de septiembre de 2021 Morisi dimitió como spin doctor de la comunicación política de la Liga por "problemas personales y familiares". Cuatro días después, Morisi fue investigado tras una acusación de transferencia de cocaína por parte de dos niños rumanos, caso por el cual la Fiscalía de Verona solicitó el archivo el 30 de noviembre.

## Gobiernos regionales y locales
La Liga participa en 15 de los 21 gobiernos subnacionales (Italia tiene 20 regiones, una de las cuales, Trentino-Alto Adigio, está compuesta por dos provincias autónomas con autonomía y un asiento cada una en la Conferencia de Regiones y Provincias Autónomas: Trento y Tirol del Sur). La siguiente es una lista de las instituciones locales más relevantes lideradas por miembros del partido. 
Presidentes de regiones
- Lombardía (9 965 046 habitantes): Attilio Fontana
- Véneto (4 854 633 habitantes): Luca Zaia
- Friul-Venecia Julia (1 197 295 habitantes): Massimiliano Fedriga
- Umbría (859 572 habitantes): Donatella Tesei

Presidentes de provincias autónomas
- Trento (54 258 habitantes): Maurizio Fugatti (también presidente de Trentino-Alto Adigio, cargo rotativo).

Presidentes de provincias
- Verona (Véneto, 927 108 habitantes): Manuel Scalzotto
- Treviso (Véneto, 876 755 habitantes): Stefano Marcon
- Monza y Brianza (Lombardía, 870 112 habitantes): Luca Santambrogio
- Pavía (Lombardía, 534 691 habitantes): Giovanni Palli
- Pescara (Abruzos, 313 346 habitantes): Ottavio De Martinis
- Macerata (Marcas, 305 249 habitantes): Sandro Parcaroli
- Rovigo (Véneto, 229 097 habitantes): Enrico Ferrarese
- Asti (Piamonte, 207 939 habitantes): Paolo Lanfranco
- Vercelli (Piamonte, 165 760 habitantes): Eraldo Botta

Alcaldes de municipios de más de 50 000 habitantes
- Ferrara (Emilia-Romaña, 131 091 habitantes): Alan Fabbri
- Terni (Umbría, 107 314 habitantes): Leonardo Latini
- Novara (Piamonte, 101 727 habitantes): Alessandro Canelli
- Údine (Friul-Venecia Julia, 97 761): Pietro Fontanini
- Pisa (Toscana, 89 828 habitantes): Michele Conti
- Treviso (Véneto, 84 793 habitantes): Mario Conte
- Sesto San Giovanni (Lombardía, 79 732 habitantes): Roberto Di Stefano
- Cinisello Balsamo (Lombardía, 74 534 habitantes): Giacomo Ghilardi
- Pavía (Lombardía, 71 159 habitantes): Fabrizio Fracassi
- Massa (Toscana, 66 423 habitantes): Francesco Persiani
- Potenza (Basilicata, 64 786 habitantes): Mario Guarente
- Vigevano (Lombardía, 62 384 habitantes): Andrea Ceffa
- Foligno (Umbría, 55 520 habitantes): Stefano Zuccarini
- Gallarate (Lombardía, 52 826 habitantes): Andrea Cassani
- Montesilvano (Abruzos, 53 174 habitantes): Ottavio De Martinis
- Anzio (Lacio, 58 247 habitantes): Candido De Angelis
- Civitavecchia (Lacio, 51 824 habitantes): Ernesto Tedesco

## Resultados electorales

### Parlamento italiano
| Cámara de Diputados |                |      |         |     |                |                       |
| Elección            | Votación       | %    | Curules | +/− | Líder          | Gobierno              |
| 2018                | 5 698 687 (3°) | 17.4 | 124/630 | 104 | Matteo Salvini | Gobierno (2018-2019)  |
| 2018                | 5 698 687 (3°) | 17.4 | 124/630 | 104 | Matteo Salvini | Oposición (2019-2021) |
| 2018                | 5 698 687 (3°) | 17.4 | 124/630 | 104 | Matteo Salvini | Gobierno (2021-2022)  |
| 2022                | 2 464 005 (4°) | 8.8  | 66/400  | 59  | Matteo Salvini | Gobierno              |

| Senado de la República |                |      |         |     |                |
| Elección               | Votos          | %    | Curules | +/− | Líder          |
| 2018                   | 5 321 537 (3°) | 17.6 | 58/315  | 40  | Matteo Salvini |
| 2022                   | 2 439 200 (4°) | 8.9  | 30/200  | 28  | Matteo Salvini |

### Parlamento Europeo
| Parlamento Europeo |                |      |         |     |                |
| Elección           | Votos          | %    | Curules | +/− | Líder          |
| 2019               | 9 175 208 (1°) | 34.3 | 29/76   | 24  | Matteo Salvini |
| 2024               | 2 100 658 (5°) | 8.9  | 8/76    | 21  | Matteo Salvini |

### Consejos regionales
| Región              | Elección | Votos                     | %                                       | Curules | +/− |
| ------------------- | -------- | ------------------------- | --------------------------------------- | ------- | --- |
| Valle de Aosta      | 2020     | 15 837 (1°)               | 23.9                                    | 11/35   | 4   |
| Piamonte            | 2019     | 712 703 (1°)              | 37.1                                    | 23/51   | 21  |
| Lombardía           | 2018     | 476 175 (3°) 177,387 (5°) | 16.5 (LL) 6.2 (Lista de Fontana)        | 20/80   | 9   |
| Bolzano             | 2018     | 31 510 (3°)               | 11.1                                    | 4/35    | 4   |
| Trento              | 2018     | 69 116 (1°)               | 27.1                                    | 14/35   | 13  |
| Véneto              | 2020     | 916 087 (1°) 347 832 (2°) | 44.6 (Lista de Zaia) 16.9 (LV)          | 33/51   | 9   |
| Friul-Venecia Julia | 2018     | 147 340 (1°)              | 34.9                                    | 18/49   | 15  |
| Emilia-Romaña       | 2020     | 690 864 (2°)              | 32.0                                    | 14/48   | 5   |
| Liguria             | 2020     | 107 371 (3°)              | 17.1                                    | 6/30    | 1   |
| Toscana             | 2020     | 353 514 (2°)              | 21.8                                    | 9/41    | 3   |
| Marcas              | 2020     | 139 438 (2°)              | 22.4                                    | 8/31    | 5   |
| Umbría              | 2019     | 154 413 (1°) 16 424 (7°)  | 37.0 (Liga Umbría) 3.9 (Lista de Tesei) | 10/21   | 10  |
| Lacio               | 2018     | 131 631 (4°)              | 8.5                                     | 3/50    | 1   |
| Abruzos             | 2019     | 165 008 (1°)              | 27.5                                    | 10/31   | –   |
| Molise              | 2018     | 11 956 (5°)               | 8.2                                     | 2/21    | –   |
| Campania            | 2020     | 133 152 (6°)              | 5.7                                     | 3/51    | –   |
| Apulia              | 2020     | 160 507 (4°)              | 9.6                                     | 4/49    | 4   |
| Basilicata          | 2019     | 55 393 (2°)               | 19.2                                    | 6/21    | –   |
| Calabria            | 2021     | 63 459 (4°)               | 8.3                                     | 4/29    | –   |
| Cerdeña             | 2019     | 80 068 (2°)               | 11.4                                    | 8/60    | –   |
| Sicilia             | 2022     | 127 454 (6°)              | 6.8                                     | 4/70    | –   |